# Mario Mocenni
Pour les articles homonymes, voir Mocenni.
Mario Mocenni  (né le 22 janvier 1823 à Montefiascone, dans l'actuelle province de Viterbe, dans le Latium, alors dans les États pontificaux et mort le 14 novembre 1904 à Rome) est un cardinal italien de la fin du XIXe siècle et du début du XXe siècle.

## Biographie
Mario Mocenni exerce diverses fonctions au sein de la Curie romaine. Il est nommé archevêque titulaire d'Héliopolis-en-Phénicie (de) en 1877 et est consacré le 12 août de la même année par Alessandro Franchi avec comme co-consécrateurs Angelo Bianchi et Francesco Folicaldi. Il est envoyé comme délégué apostolique en Équateur (en), Pérou (en), Nouvelle Grenade (en) (Colombie), Venezuela (en), Guatemala (en), Costa Rica (en), Honduras (en) et Nicaragua (en) et  internonce apostolique dans l'empire du Brésil en 1882.
Le pape Léon XIII le crée cardinal lors du consistoire du 16 janvier 1893.
Le cardinal Mocenni participe au conclave de 1903, lors duquel Pie X est élu pape.